# Temelucha brevinervis
Temelucha brevinervis är en stekelart som först beskrevs av Joseph Augustine Cushman 1920.  Temelucha brevinervis ingår i släktet Temelucha och familjen brokparasitsteklar. Inga underarter finns listade i Catalogue of Life.